# YY Большой Медведицы
YY Большой Медведицы (лат. YY Ursae Majoris), HD 84034 — одиночная переменная звезда в созвездии Большой Медведицы на расстоянии приблизительно 1716 световых лет (около 526 парсеков) от Солнца. Видимая звёздная величина звезды — от +11,3m до +10,2m.

## Характеристики
YY Большой Медведицы — красная пульсирующая полуправильная переменная звезда типа SRB (SRB) спектрального класса M6 или Ma.